# Ángel de Villafañe
Ángel de Villafañe (1504 circa) è stato un navigatore e conquistadores spagnolo di Florida, Messico e Guatemala.
Fu un esploratore e capitano di una nave (con Hernán Cortés), che contribuì a numerosi insediamenti lungo il Golfo del Messico.

## Biografia
Ángel de Villafañe nacque attorno al 1504, figlio di Juan de Villafañe e di Catalina de Valdés, entrambi originari di León, Castiglia (Spagna), al servizio di Ferdinando ed Isabella. Nel 1513, a nove anni, il giovane Angel accompagnò il padre con la flotta di Pedrarias Dávila a Darién.

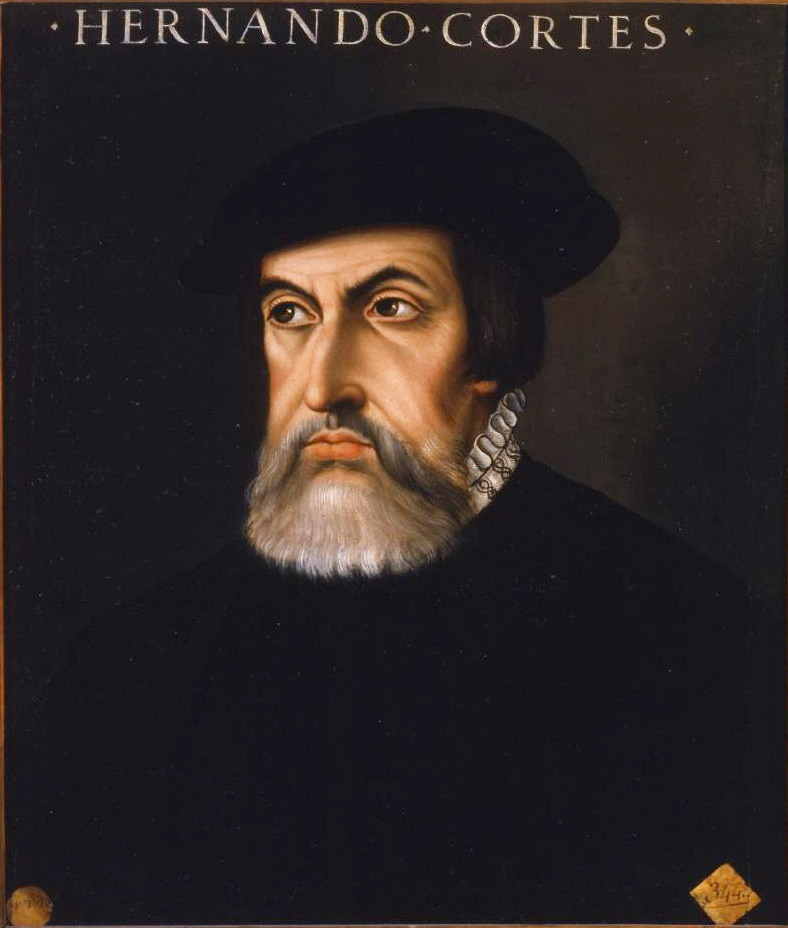
Hernán Cortés

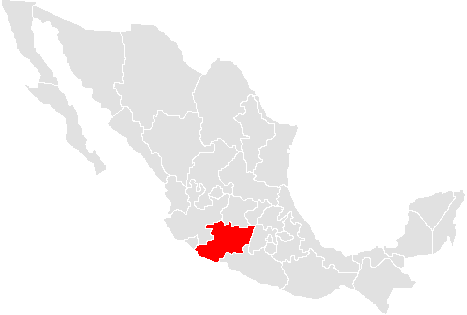
Michoacán (Messico)

Nel 1523 Villafañe andò a Pánuco con la compagnia di Francisco de Garay. Quando Garay venne contrastato da Hernán Cortés nel tentativo di stabilire una colonia, Villafañe si unì al gruppo di Cortés salpando alla volta di Città del Messico.
A Città del Messico Angel de Villafañe sposò Doña Ynés de Caravajal, parente di Pedro de Alvarado, il famoso conquistador (secondo in comando ad Hernán Cortés e governatore di Guatemala). Angel de Villafañe divenne noto come "uno dei principali caballeros" della città, ed insieme alla moglie venne nominato "persona nobile, Hidalgo e di grande fortuna".
Villafañe partecipò alla conquista di Michoacán e Colima, ed aiutò a sottomettere i Maya Chontal, gli Zapotechi ed i Mixes. Per questi fatti venne insignito di un'encomienda a Xaltepec. Partecipò quindi alla pacificazione di Jalisco e, come comandante di nave, all'esplorazione di Cortés della costa del Pacifico.
Nel 1553 rimase invischiato in una lotta politica, dopo aver seguito l'ordine del viceré di arrestare l'ispettore del re, Diego Ramírez. Stretto tra il viceré e l'Audiencia, riuscì a liberarsi spedendo una lettera all'imperatore Carlo V.

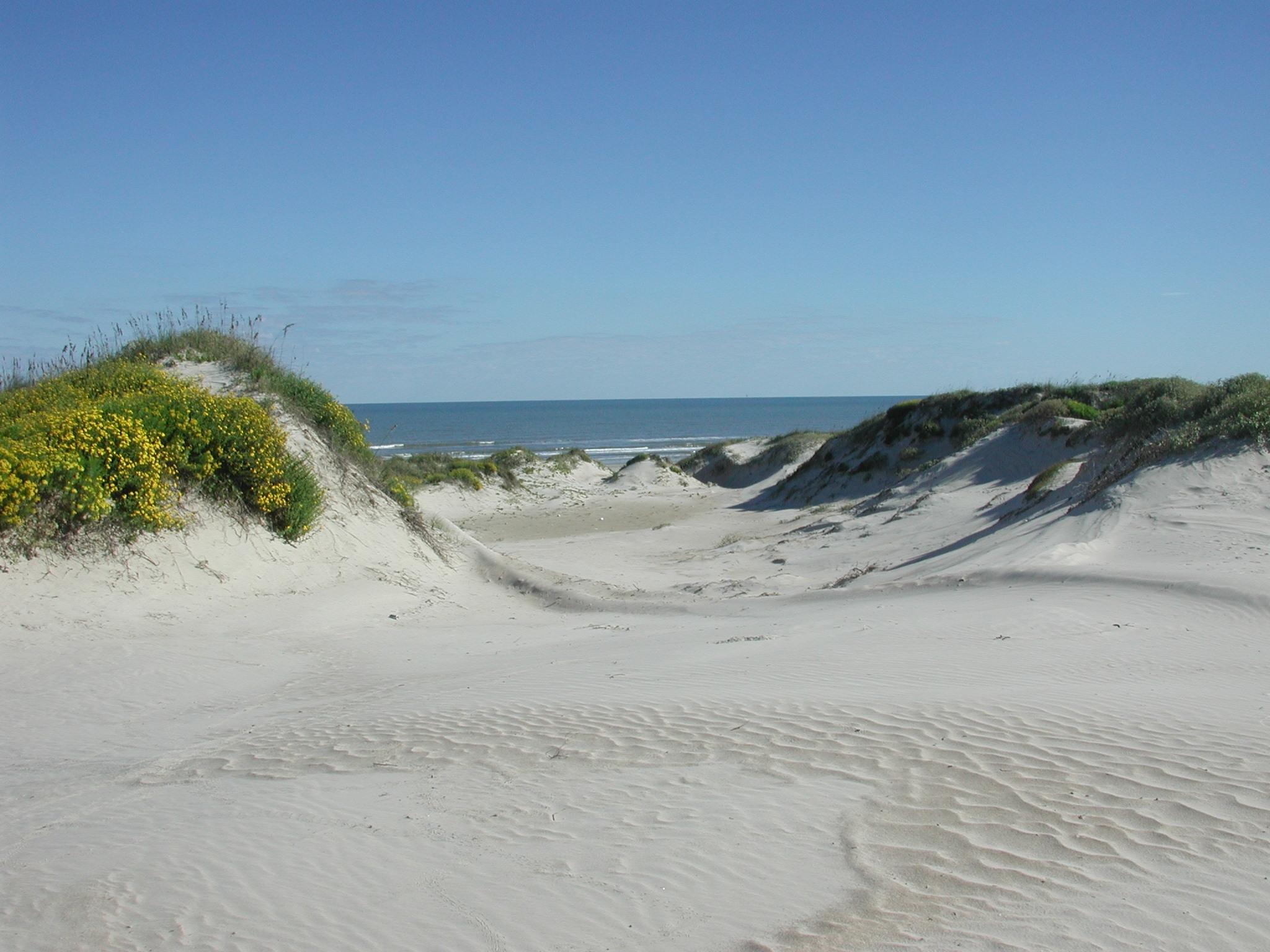
Dune di Padre Island

La sua lettera venne trasportata nell'aprile del 1554 sulla nave San Andrés, l'unica delle quattro che stavano salpando a raggiungere la destinazione. Le altre tre naufragarono a causa di un uragano (1554) al largo dell'isola del Padre, nel futuro Texas. All'inizio di giugno, quando la notizia del disastro raggiunse Città del Messico, il viceré chiese l'invio di una flotta di salvataggio a cui partecipò anche Villafañe.
Villafañe viaggiò fino a Pánuco noleggiando una barca per raggiungere il luogo, già visitato dagli abitanti locali. Arrivò in tempo per salutare García de Escalante Alvarado (nipote di Pedro de Alvarado), comandante delle operazioni di salvataggio, quando Alvarado arrivò via mare il 22 luglio 1554. La squadra lavorò fino al 12 settembre al fine di recuperare il tesoro dell'isola del Padre.

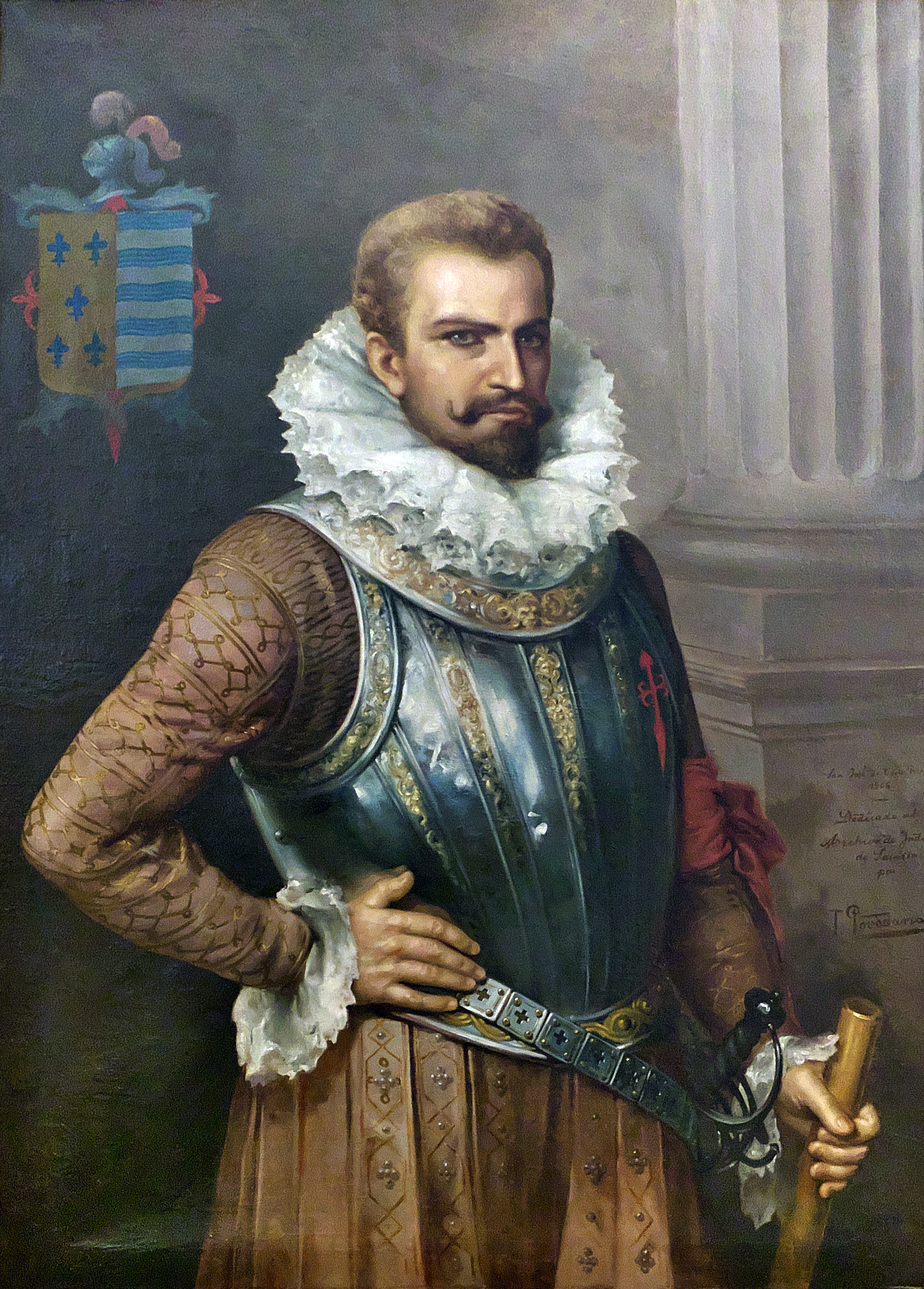
Don Pedro de Alvarado

Questa perdita, unita ad altri disastri navali nel Golfo del Messico, fece partire un progetto per stabilire un insediamento sulla costa settentrionale del golfo, al fine di proteggere e velocizzare le operazioni di salvataggio. Come risultato, la spedizione di Tristán de Luna y Arellano partì da Pensacola Bay il 15 agosto 1559.
Angel de Villafañe venne coinvolto nella spedizione di Luna fin dall'inizio. Prima di salpare si prese in carico l'accampamento di Xalapa, mentre lo stesso Luna andò a Veracruz per completare i preparativi del viaggio. In seguito, comandando la guarnigione di San Juan de Ulúa, stanziata a Veracruz, Villafañe fu in grado di controllare l'operazione riferendo i risultati al viceré, Luis de Velasco. 
Dopo oltre un anno, quando Luna non si dimostrò in grado di gestire gli insediamenti di Florida e Santa Elena, il viceré Velasco lo sostituì con Villafañe.
Tristán de Luna y Arellano si ammalò nel tentativo di spostare l'insediamento di Ochuse decimato dall'uragano del 19 settembre 1559, e buona parte del cibo (grano, fagioli, zucche) fu perso. Villafañe raggiunse Ochuse (Pensacola) nei primi giorni di marzo del 1561, ed il 9 aprile assunse il titolo di governatore delle province di La Florida e Punta de Santa Elena" al posto di Luna.
Lasciando 50 uomini ad Ochuse, Villafañe salpò con il resto del personale della colonia (circa 230 persone) verso Santa Elena (tra Georgia (USA) e Carolina del Sud). Dopo numerose tappe lungo la costa della Carolina, nel tentativo di trovare un porto sicuro, la sua flotta venne colpita da un altro uragano, ma alcune navi riuscirono a salvarsi.
Villafañe guidò la flotta sopravvissuta a Hispaniola, per poi dirigersi verso L'Avana, dove si stabilirono definitivamente molti dei suoi soldati. Dopo tre mesi passati a Cuba, Villafañe tornò ad Ochuse (Pensacola Bay) per recuperare i 50 uomini rimasti, tornando poi in Messico.
Insieme ad altri partecipanti del tentativo di Florida / Santa Elena, Villafañe venne chiamato dal viceré Velasco per fornire aiuto ai futuri insediamenti. Questo chiuse il negativo bilancio degli insediamenti lungo la costa del Golfo e della costa atlantica. Successivi tentativi sulla costa atlantica vennero fatti dalla Spagna, mentre quelli nel Golfo del Messico vennero sospesi fino all'arrivo di René Robert Cavelier, Sieur de La Salle in Texas, oltre un secolo dopo.
Non sono state trovate registrazioni che riportino la data di morte di Villafañe.